# José Narciso Rovirosa (Huimanguillo)
José Narciso Rovirosa es una localidad del municipio de Huimanguillo ubicado en la subregión de la Chontalpa del estado mexicano de Tabasco.

## Geografía
La localidad de José Narciso Rovirosa se sitúa en las coordenadas geográficas 17°35′58″N 93°36′29″O / 17.599444, -93.608056, a una elevación de 63 metros sobre el nivel del mar.

## Demografía
Según el Conteo de Población y Vivienda 2020, efectuado por el Instituto Nacional de Estadística y Geografía, la localidad de José Narciso Rovirosa tiene 228 habitantes, de los cuales 101 son del sexo masculino y 127 del sexo femenino. Su tasa de fecundidad es de 3.39 hijos por mujer y tiene 70 viviendas particulares habitadas.
| Gráfica de evolución demográfica de José María Pino Suárez 1.ª Sección entre 1970 y 2020 |
|                                                                                          |
| INEGI.                                                                                   |